# Merelle (Lousame)
Merelle es una  aldea  del municipio español de Lousame, La Coruña, Galicia. Está situada en la parroquia de Tállara.
En 2022 tenía una población de 113 habitantes (54 hombres y 59 mujeres). Se sitúa en el suroeste del municipio, en el kilómetro 2 de la AC-3101 entre Noya y Boiro. Dista 7,8 kilómetros de la capital municipal y está situada a 40 metros sobre el nivel del mar en el valle del río Lobo. Las localidades más cercanas son Meixonfrío, A Ponte de San Francisco, Abelendo, Vilar y Sobreviñas y O Páramo, ya en el municipio de Noya. 
Dentro del núcleo de población se pueden diferenciar dos entidades: Merelle de Arriba y Merelle de Abajo.